# Pavol Bencz
Pavol Bencz (né le 25 juin 1936 à Brno en Tchécoslovaquie, et mort le 18 avril 2012 à Trenčín en Slovaquie) est un joueur de football tchécoslovaque (slovaque).